# Waldron (Indiana)
 (juillet 2025).
Pour les articles homonymes, voir Waldron.
Waldron est une census-designated place située dans le comté de Shelby, dans l’État de l'Indiana, aux États-Unis. Lors du recensement de 2020, elle compte 805 habitants.